# Récourt-le-Creux
Récourt-le-Creux é uma comuna francesa na região administrativa de Grande Leste, no departamento de Meuse. Estende-se por uma área de 14,43 km². Em 2010 a comuna tinha 77 habitantes (densidade: 5,3 hab./km²).